# بوصلة (رواية)
بوصلة هي رواية للكاتب الفرنسي ماتياس إينار نشرت سنة 2015 ، و فار على إثرها ب جائزة غونكور في 3 نوفمبر 2015 .